# Stazione meteorologica di Anacapri Damecuta
La stazione meteorologica di Anacapri Damecuta è la stazione meteorologica di riferimento per il Servizio meteorologico dell'Aeronautica Militare relativa all'omonima località dell'isola di Capri.

## Caratteristiche
La stazione meteorologica si trova nell'Italia meridionale, nella città metropolitana di Napoli, sull'Isola di Capri, nel comune di Anacapri, in località Damecuta, a 160 metri s.l.m. e alle coordinate geografiche 40°33′29.1″N 14°12′03.89″E.
Oltre a rilevare i dati relativi a temperatura, precipitazioni, pressione atmosferica, umidità relativa, direzione e velocità del vento, la stazione è collegata ad una boa situata nell'antistante settore est del Mar Tirreno centrale, grazie alla quale è possibile osservare lo stato del mare, l'altezza dell'onda marina, la direzione dell'onda stessa, oltre alla lunghezza e all'altezza dell'onda morta (onda non più soggetta all'azione diretta del vento).

## Medie climatiche ufficiali

### Dati climatologici 1961-1990
In base alla media di riferimento 1961-1990 dell'Organizzazione meteorologica mondiale, definita Climate Normal (CLINO) ed effettivamente elaborati nel periodo 1961-1976 quando la stazione era ubicata in un luogo diverso dall'attuale, la temperatura media del mese più freddo, febbraio, si attesta a +9,8 °C; quella del mese più caldo, agosto, è di +24,6 °C; mediamente si conta un solo giorno di gelo all'anno.
La nuvolosità media annua si attesta a 3,7 okta, con minimi di 2 okta a luglio e ad agosto e massimo di 4,8 okta a febbraio.
Le precipitazioni medie annue si attestano a 640 mm, distribuite mediamente in 81 giorni, con un minimo tra la tarda primavera e l'estate ed un picco in autunno.
La stazione tuttavia è operativa nell'attuale ubicazione solo dal 1985, e si riscontra a causa della posizione della capannina, una sovrastima delle temperature massime, dovuta al surriscaldamento del sottostante costone roccioso; i dati dell'umidità relativa e dei venti si riferiscono a quelli rilevati dopo il 1985 presso l'attuale nuova ubicazione.
A partire dal 4 marzo 2016, la stazione è stata spostata di qualche decina di metri dalla sua vecchia posizione, in una zona non più raggiunta dal calore del costone roccioso.
| Isola di Capri (1961-1990)   | Mesi  | Mesi  | Mesi  | Mesi  | Mesi  | Mesi  | Mesi  | Mesi  | Mesi  | Mesi  | Mesi  | Mesi  | Stagioni | Stagioni | Stagioni | Stagioni | Anno  |
| Isola di Capri (1961-1990)   | Gen   | Feb   | Mar   | Apr   | Mag   | Giu   | Lug   | Ago   | Set   | Ott   | Nov   | Dic   | Inv      | Pri      | Est      | Aut      | Anno  |
| ---------------------------- | ----- | ----- | ----- | ----- | ----- | ----- | ----- | ----- | ----- | ----- | ----- | ----- | -------- | -------- | -------- | -------- | ----- |
| T. max. media (°C)           | 12,6  | 12,7  | 14,4  | 17,6  | 21,8  | 25,6  | 28,7  | 28,8  | 26,1  | 21,5  | 17,1  | 13,5  | 12,9     | 17,9     | 27,7     | 21,6     | 20,0  |
| T. min. media (°C)           | 7,4   | 6,9   | 7,9   | 10,5  | 13,9  | 17,5  | 20,1  | 20,4  | 18,4  | 14,8  | 11,5  | 8,5   | 7,6      | 10,8     | 19,3     | 14,9     | 13,2  |
| Giorni di gelo (Tmin ≤ 0 °C) | 1     | 0     | 0     | 0     | 0     | 0     | 0     | 0     | 0     | 0     | 0     | 0     | 1        | 0        | 0        | 0        | 1     |
| Nuvolosità (okta al giorno)  | 4,4   | 4,8   | 4,7   | 4,3   | 3,7   | 3,0   | 2,0   | 2,0   | 2,9   | 3,5   | 4,5   | 4,7   | 4,6      | 4,2      | 2,3      | 3,6      | 3,7   |
| Precipitazioni (mm)          | 69,2  | 56,6  | 56,5  | 39,0  | 33,6  | 15,7  | 23,8  | 38,4  | 48,3  | 69,9  | 102,0 | 86,9  | 212,7    | 129,1    | 77,9     | 220,2    | 639,9 |
| Giorni di pioggia            | 10    | 9     | 8     | 7     | 4     | 4     | 2     | 4     | 5     | 8     | 10    | 10    | 29       | 19       | 10       | 23       | 81    |
| Umidità relativa media (%)   | 73    | 72    | 70    | 71    | 70    | 70    | 71    | 70    | 71    | 72    | 74    | 73    | 72,7     | 70,3     | 70,3     | 72,3     | 71,4  |
| Vento (direzione-m/s)        | N 5,4 | N 5,5 | N 5,4 | W 5,1 | N 4,6 | N 4,4 | N 4,5 | N 4,5 | N 4,2 | N 4,7 | W 5,4 | N 5,5 | 5,5      | 5,0      | 4,5      | 4,8      | 4,9   |

### Dati climatologici 1951-1980
In base alle medie climatiche del periodo 1951-1980, effettivamente elaborata a partire dal 1954 e fino al 1977, la temperatura media del mese più caldo, agosto, si attesta a +24,8 °C, mentre la temperatura media del mese più freddo, febbraio, fa registrare il valore di +10,0 °C.
| Isola di Capri (1951-1980) | Mesi | Mesi | Mesi | Mesi | Mesi | Mesi | Mesi | Mesi | Mesi | Mesi | Mesi | Mesi | Stagioni | Stagioni | Stagioni | Stagioni | Anno |
| Isola di Capri (1951-1980) | Gen  | Feb  | Mar  | Apr  | Mag  | Giu  | Lug  | Ago  | Set  | Ott  | Nov  | Dic  | Inv      | Pri      | Est      | Aut      | Anno |
| -------------------------- | ---- | ---- | ---- | ---- | ---- | ---- | ---- | ---- | ---- | ---- | ---- | ---- | -------- | -------- | -------- | -------- | ---- |
| T. max. media (°C)         | 12,6 | 12,8 | 14,6 | 17,6 | 21,9 | 25,9 | 28,9 | 29,2 | 26,4 | 21,7 | 17,2 | 13,8 | 13,1     | 18,0     | 28,0     | 21,8     | 20,2 |
| T. min. media (°C)         | 7,4  | 7,1  | 8,1  | 10,2 | 13,8 | 17,4 | 19,9 | 20,3 | 18,3 | 14,7 | 11,5 | 8,7  | 7,7      | 10,7     | 19,2     | 14,8     | 13,1 |

## Valori estremi

### Temperature estreme mensili dal 1954 ad oggi
Nella tabella sottostante sono riportate le temperature massime e minime assolute mensili, stagionali ed annuali dal 1954 ad oggi, con il relativo anno in cui queste sono state registrate. La massima assoluta del periodo esaminato di +42,9 °C è dell'agosto 1999 (spesso i valori risultano insolitamente alti per la presenza del sottostante costone roccioso che tende ad aumentare la calura estiva nel luogo nel quale è ubicata la stazione), mentre la minima assoluta di -3,0 °C del gennaio 1968 sia riportato negli annali idrologici.
| Isola di Capri (1954-2023) | Mesi        | Mesi        | Mesi        | Mesi        | Mesi        | Mesi        | Mesi        | Mesi        | Mesi        | Mesi        | Mesi        | Mesi        | Stagioni | Stagioni | Stagioni | Stagioni | Anno |
| Isola di Capri (1954-2023) | Gen         | Feb         | Mar         | Apr         | Mag         | Giu         | Lug         | Ago         | Set         | Ott         | Nov         | Dic         | Inv      | Pri      | Est      | Aut      | Anno |
| -------------------------- | ----------- | ----------- | ----------- | ----------- | ----------- | ----------- | ----------- | ----------- | ----------- | ----------- | ----------- | ----------- | -------- | -------- | -------- | -------- | ---- |
| T. max. assoluta (°C)      | 20,8 (2001) | 22,4 (2014) | 28,2 (2001) | 32,2 (2013) | 36,4 (2008) | 38,4 (2022) | 40,6 (1988) | 42,9 (1999) | 38,8 (1975) | 32,2 (1993) | 27,6 (2004) | 21,6 (1989) | 22,4     | 36,4     | 42,9     | 38,8     | 42,9 |
| T. min. assoluta (°C)      | −3,0 (1968) | −1,5 (1956) | −1,8 (1963) | 2,8 (2003)  | 5,0 (1954)  | 10,0 (2006) | 13,0 (1969) | 14,4 (1972) | 10,2 (1971) | 5,8 (2007)  | 2,2 (1973)  | −2,6 (1957) | −3,0     | −1,8     | 10,0     | 2,2      | −3,0 |

Per l'analisi della serie dei record omologati, va comunque tenuto presente che la stazione ha avuto una determinata ubicazione tra il 1954 e il 1980, una temporanea inattivazione fino al 1985, anno in cui a partire dal mese di ottobre ha ripreso le proprie attività di rilevamento dei dati meteorologici in un'altra ubicazione che è anche quella attuale. Per approfondire i record effettivi, occorrerebbe quindi valutare distintamente i dati delle rispettive delle serie temporali 1954-1980 e 1985-2022 sotto riportate.
| Isola di Capri (1954-1980) | Mesi        | Mesi        | Mesi        | Mesi        | Mesi        | Mesi        | Mesi        | Mesi        | Mesi        | Mesi        | Mesi        | Mesi        | Stagioni | Stagioni | Stagioni | Stagioni | Anno |
| Isola di Capri (1954-1980) | Gen         | Feb         | Mar         | Apr         | Mag         | Giu         | Lug         | Ago         | Set         | Ott         | Nov         | Dic         | Inv      | Pri      | Est      | Aut      | Anno |
| -------------------------- | ----------- | ----------- | ----------- | ----------- | ----------- | ----------- | ----------- | ----------- | ----------- | ----------- | ----------- | ----------- | -------- | -------- | -------- | -------- | ---- |
| T. max. assoluta (°C)      | 19,5 (1962) | 20,4 (1960) | 23,2 (1955) | 28,4 (1961) | 33,6 (1977) | 35,0 (1957) | 37,2 (1962) | 39,0 (1958) | 38,8 (1975) | 30,1 (1958) | 25,0 (1977) | 20,8 (1979) | 20,8     | 33,6     | 39,0     | 38,8     | 39,0 |
| T. min. assoluta (°C)      | −3,0 (1968) | −1,5 (1956) | −1,8 (1963) | 3,1 (1956)  | 5,0 (1954)  | 10,6 (1969) | 13,0 (1969) | 14,4 (1972) | 10,2 (1971) | 6,8 (1974)  | 2,2 (1973)  | −2,6 (1957) | −3,0     | −1,8     | 10,6     | 2,2      | −3,0 |

| Isola di Capri (1985-2023) | Mesi        | Mesi        | Mesi        | Mesi        | Mesi        | Mesi        | Mesi        | Mesi        | Mesi        | Mesi        | Mesi        | Mesi        | Stagioni | Stagioni | Stagioni | Stagioni | Anno |
| Isola di Capri (1985-2023) | Gen         | Feb         | Mar         | Apr         | Mag         | Giu         | Lug         | Ago         | Set         | Ott         | Nov         | Dic         | Inv      | Pri      | Est      | Aut      | Anno |
| -------------------------- | ----------- | ----------- | ----------- | ----------- | ----------- | ----------- | ----------- | ----------- | ----------- | ----------- | ----------- | ----------- | -------- | -------- | -------- | -------- | ---- |
| T. max. assoluta (°C)      | 20,8 (2001) | 22,4 (2014) | 28,2 (2001) | 32,2 (2013) | 36,4 (2008) | 38,4 (2022) | 40,6 (1988) | 42,9 (1999) | 36,2 (1993) | 32,2 (1993) | 27,6 (2004) | 21,6 (1989) | 22,4     | 36,4     | 42,9     | 36,2     | 42,9 |
| T. min. assoluta (°C)      | −0,2 (1999) | −0,4 (2008) | −0,2 (1987) | 2,8 (2003)  | 8,6 (2019)  | 10,0 (2006) | 15,5 (2016) | 14,8 (2002) | 10,8 (2001) | 5,8 (2007)  | 3,6 (2013)  | −0,6 (2014) | −0,6     | −0,2     | 10,0     | 3,6      | −0,6 |